# Ink Press
INK PRESS ist ein unabhängiger Schweizer Verlag für Literatur und Kunst in Zürich.
Der Verlag wurde 2015 von der Verlegerin und Buchhändlerin Susanne Schenzle gegründet. Schenzle war vorgängig beim Ammann Verlag tätig gewesen und hatte mit Christian Ruzicska den Secession Verlag für Literatur gegründet, welchen sie 2014 verliess. Das Programm besteht aus deutschen Übersetzungen internationaler Literatur. Mitte 2015 erschienen die ersten Bücher der Bulgarischen Reihe, 2016 kam die Reihe TADOMA dazu, welche internationale Literatur aus allen anderen Ländern publiziert. Jährlich erscheint auch ein Kunstband.